# Alex Borstein
Alexandrea „Alex” Borstein (ur. 15 lutego 1971 w Highland Park) – amerykańska aktorka komediowa i pisarka pochodzenia żydowskiego. Znana z ról Lois w sitcomie rysunkowym Family Guy oraz pani Swan w programie rozrywkowym MADtv.
Jako parodystka wcielała się w programie MADtv w postacie takie jak m.in. Björk, Dolly Parton, Elżbieta II, Fran Drescher, Geri Halliwell, Melanie Griffith, Monica Lewinsky, Roseanne Barr oraz Tori Spelling.
Laureatka Nagród Emmy dla najlepszej aktorki drugoplanowej w serialu komediowym, za rolę Susie Myerson w serialu Wspaniała pani Maisel w 2018 i 2019.
Jedna z nielicznych kobiet, która choruje na hemofilię

## Życie prywatne
W latach 1999–2017 jej mężem był aktor i reżyser filmowy Jackson Douglas. Mają dwoje dzieci: syna Barnabę (ur. 8 września 2008) i córkę Henriettę (ur. 1 października 2012).

## Filmografia
- Mighty Morphin Power Rangers (1993–1994)
- Power Rangers: Zeo jako Queen Machina (1996)
- MADtv (1995–2002)
- Kochane kłopoty jako Miss Celine, Drella, Sookie St. James (2001–2005)
- Family Guy jako Lois Griffin, Loretta Brown, Tricia Takanawa (od 1999)
- Wygrane marzenia (2000)
- Disney’s House of Mouse jako ona sama
- The Lizzie McGuire Movie jako Miss Ungermeyer (2003)
- Friends jako Bitter Woman (2003)
- Bad Santa (2003)
- Seeing Other People (2004)
- Kobieta-Kot jako Sally (2004)
- Robot Chicken (od 2005)
- Kicking & Screaming (2005)
- Stewie Griffin: The Untold Story jako Lois Griffin (2005)
- Good Night and Good Luck jako Natalie (2005)
- Mały' as Janet (2006)
- The Lookout jako pani Lange (2007)
- The Cleveland Show jako Lois, pani Lowenstein, Tyne Daly (2009)
- Killers jako sąsiadka Lily Bailey (2010)
- Dinner for Schmucks jako była żona Barry’ego (2010)
- Tefal jako kobieta w myjni (2010)
- Shameless jako Lou Deckner (2011–2015)
- Ted jako matka Johna (2011)
- Rozpalić Cleveland jako Preshi Bosch (2012)